# Swinbrook and Widford
Swinbrook and Widford est une paroisse civile de l'Oxfordshire, en Angleterre.